# Yassine Labhiri
Yassine Labhiri, né le 13 juin 1994 à Casablanca au Maroc, est un footballeur marocain évoluant au poste de milieu offensif à la RS Berkane.

## Biographie

### En club
Yassine Labhiri débute le football professionnel avec le Rachad Bernoussi et commence à jouer en première division marocaine en 2015 avec le Chabab Rif Al Hoceima à l'âge de 21 ans.
Le 5 septembre 2015, il reçoit sa première titularisation avec le Chabab Rif Al Hoceima au Stade Adrar à l'occasion d'un match à l'extérieur face au HUS Agadir (défaite, 2-1). Le 21 septembre 2015, il marque l'unique but du match face à CA Khénifra et permet à son équipe de gagner 3 points (victoire, 1-0).
Le 10 août 2017, il signe un contrat libre d'une saison à l'Ittihad de Tanger. Le 9 septembre 2017, il dispute son premier match avec le club face à la RS Berkane (victoire, 0-3). Le 9 décembre 2017, il marque son premier but avec le club face au Rapide Oued Zem (victoire, 1-0). Il termine sa saison à Tanger à la première place de la Botola Pro et remporte pour la première fois le titre du championnat, cumulant 18 matchs joués pour deux buts et une passe décisive.
Le 20 septembre 2018, il s'engage pour deux saisons à l'OC Khouribga. Le 4 novembre 2018, il entre pour la première fois en jeu avec le club face au Youssoufia Berrechid (défaite, 2-0). Le 12 janvier 2019, il reçoit sa première titularisation et marque son premier but face au Rapide Oued Zem (match nul, 2-2). Le 2 février 2019, il participe à sa première victoire de la saison avec le club face au Moghreb de Tetouan (victoire, 0-2).
Le 25 octobre 2020, il s'engage pour une saison au Renaissance Club Athletic Zemamra, club promu en première division marocaine. Le 11 décembre 2020, il dispute son premier match avec le club face aux FAR Rabat (défaite, 0-2). Le 13 juillet 2021, il marque son premier but avec le club face au Fath Union Sports (victoire, 1-0).
Le 27 août 2021, il s'engage pour une saison au MC Oujda. Le 11 septembre 2021, il dispute son premier match avec le club oujdi à l'occasion d'un match de championnat face à l'OC Khouribga (match nul, 0-0). Le 7 novembre 2021, il reçoit le premier carton rouge de sa carrière à l'occasion d'un match face au Youssoufia Berrechid (défaite, 1-0). Le 13 février 2022, il marque son premier but avec le club face aux FAR Rabat (victoire, 0-3). En fin de saison, il figure sur la liste des départs.
Le 10 août 2022, il signe un contrat de trois saisons à la RS Berkane. Le 10 septembre 2022, il est titularisé sous l'entraîneur Abdelhak Benchikha à l'occasion de la finale de la Supercoupe de la CAF face au Wydad Athletic Club. Il est remplacé à la 89ème minute par Adama Ba. Le match se solde sur une victoire de 0-2 au Complexe sportif Moulay-Abdallah.

### En sélection
Le 30 mai 2022, Yassine Labhiri figure sur la liste des 24 joueurs sélectionnés par Houcine Ammouta avec le Maroc A' pour deux stages de préparation à au CHAN 2023 au Complexe Mohammed VI à Maâmoura. Le 1er août 2022, il est de nouveau convoqué par le même sélectionneur pour la suite du stage.

## Palmarès
IR Tanger
- Botola Pro (1) :
  - Vainqueur : 2018

 RS Berkane
- Coupe du Maroc (1) :
  - Vainqueur : 2022.
- Supercoupe de la CAF (1) :
  - Vainqueur : 2022
- Coupe de la confédération :
  - Finaliste : 2024